# Apostolo Zeno

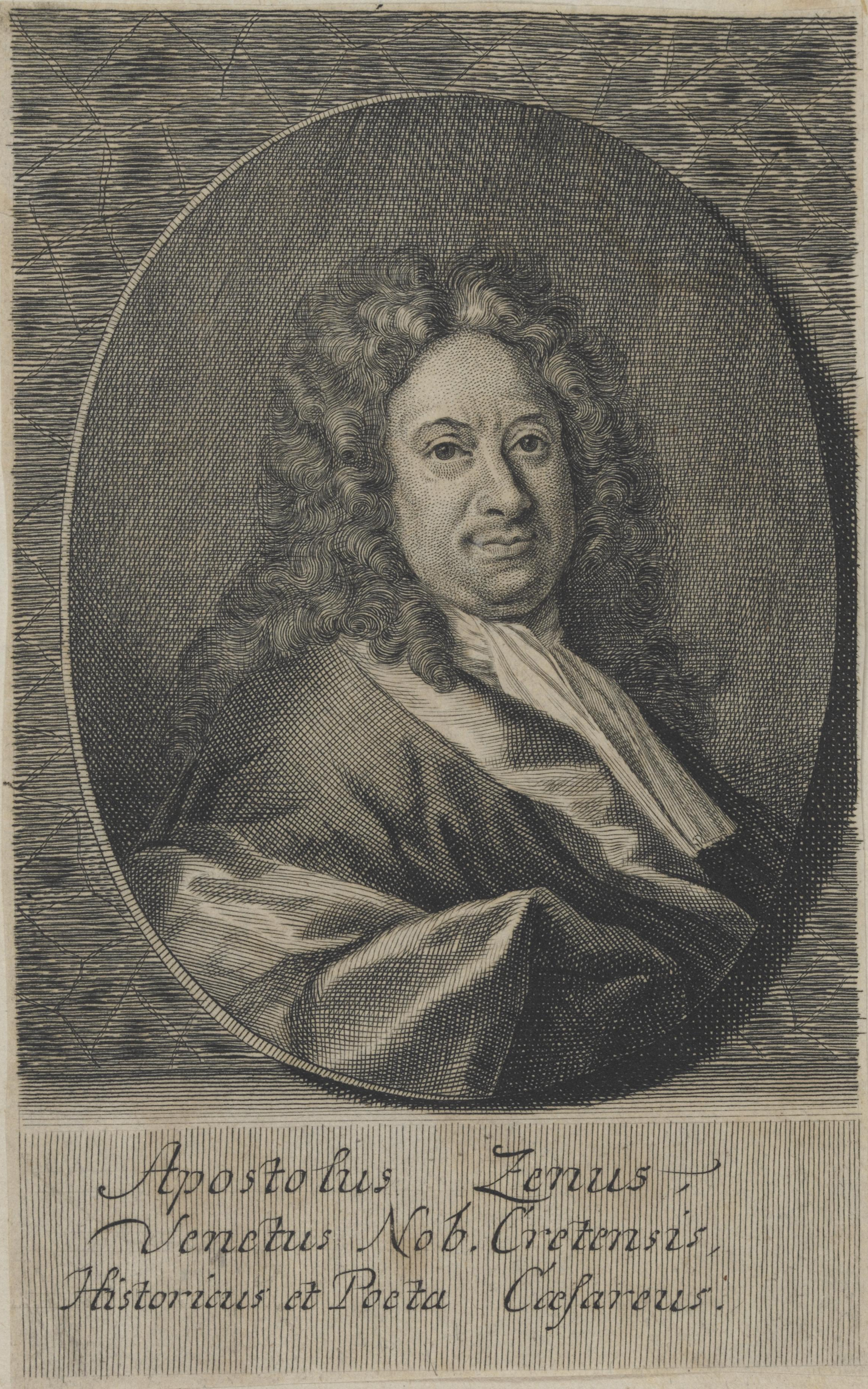
Apostolo Zeno.

Apostolo Zeno, född 11 december 1668 i Venedig, död 11 november 1750, var en italiensk dramatiker och litteraturhistoriker. 
År 1691 stiftade han Accademia degli animosi och kallades 1718 till Wien som hovpoet och historiograf hos kejsar Karl VI, men 1729 lämnade han självmant denna anställning av hälsoskäl och återvände till Venedig. Zeno tillförde italienarnas lyriska scen med omkring 60 operatexter, som har karaktären av verkliga tragedier, med nästan alltför invecklad handling. Han ansågs före Metastasio som den främste på detta område. Större betydelse tillägges honom som kritiker och litteraturhistoriker. År 1710 övertog han Italiens första kritiska tidskrift, Giornale de' letterati d'Italia, samt utarbetade bland annat Compendio del vocabolario della Crusca (2 band, 1705, ny upplaga i 6 band 1741-1745) och Dissertazioni istoricho-critiche e letterarie agli storici Ualiani (även med titeln Diss. Vossiane, 2 band 1752-1753). Zenos dramatiska stycken gavs ut av Gozzi i 10 band 1744 och i ny upplaga i 12 band 1795. Hans brevväxling, Lettere, gavs ut i 2 band 1752 (upplaga i 6 band 1785). Hans biografi tecknades av Francesco Vincenzo Negri (1816).